# Alberto Cárdenas Jiménez
Alberto Cárdenas Jiménez (Zapotlán el Grande, Jalisco; 4 de abril de 1958) es un ingeniero y político mexicano, perteneciente el Partido Acción Nacional, que se ha desempeñado como Gobernador de Jalisco, Secretario de Medio Ambiente y Recursos Naturales y desde el 1 de diciembre de 2006 al 7 de septiembre de 2009 se desempeñó como Secretario de Agricultura, Ganadería, Desarrollo Rural, Pesca y Alimentación.

## Biografía
Alberto Cárdenas es Ingeniero Electricista egresado del Instituto Tecnológico de Ciudad Guzmán y tiene una Maestría y Doctorado en la Escuela Técnica Superior de Ingenieros Industriales de la Universidad Politécnica de Madrid.

## Trayectoria
Inició su carrera política al ser postulado por el PAN y ganar la Presidencia Municipal de Zapotlán El Grande en 1992 y en 1994 el mismo partido lo postula a la gubernatura del estado, cargo que gana al capitalizar la oposición al Partido Revolucionario Institucional que generan situaciones nacionales como la crisis económica de 1994-1995, el Error de diciembre y en Jalisco en particular los casos de las Explosiones de Guadalajara de 1992 y el asesinato del Arzobispo de la ciudad, el Cardenal Juan Jesús Posadas Ocampo el 24 de mayo de 1993 que permanecían sin resolver y que la gente atribuyó a los gobiernos emanados del PRI. 
Jalisco fue la cuarta gubernatura que logró el PAN en su historia. Su gobierno se caracterizó por la sencillez con la que trató los asuntos públicos, logrando con ello obtener una gran simpatía de la gente. El reordenamiento de la administración y reingenierías en las dependencias fueron sus puntos fuertes, así como la renegociación de la deuda pública. Durante su gestión se dotó de mayores participaciones económicas a los municipios, dando un importante incremento a aquellos con mayor índice de marginación.
Su gobierno otorgó una mayor libertad de expresión y manifestación, renegoció la deuda pública, permitiendo que su pago anual se redujera. Al eliminar la corrupción en el sistema de verificación vehicular se redujo la contaminación en cerca de un 40% en el índice IMECA.
En el sexenio fue creada la Secretaría de Seguridad Pública; el Instituto Jalisciense de Ciencias Forenses; el Consejo Ciudadano de Seguridad Pública y la Secretaría de Medio Ambiente y Desarrollo Sustentable. Además sentó las bases para la regionalización al conformar el estado en 12 regiones.
En Cultura tuvo un gran desarrollo. Sobresale el trabajo arqueológico de Los Guachimontones, y el  solicitar a la UNESCO que el Cabañas fuera Patrimonio de la Humanidad, nominación que fue concedida. La inversión cultural fue la mayor en la historia de Jalisco otorgada al Interior del Estado. Hubo una reorganización de la Filarmónica de Jalisco, con la batuta de Guillermo Salvador.
Se llevó al estado a la internacionalización al realizar 8 Convenios de hermanamiento, con los estados de Misuri, Idaho, Washington, Kyongsangnam-do, Shanghái, Alberta, Maule, y Baviera.
En su gobierno, se creó el llamado Valle del silicio mexicano a donde llegaron a instalarse más de 100 empresas del ramo electrónico y se impulsó la construcción de 38 parques industriales que contribuyeron al desarrollo de nuevas empresas en la entidad lo que permitió incrementar el empleo hasta en un 40% al final del sexenio.
Se realizó la ampliación a cuatro carriles del corredor industrial a El Salto y se modernizó la Procuraduría General de Justicia del Estado. Al padrón de usuarios de SIAPA se incorporaron 165,800 nuevos hogares, 25% más que al inicio de la administración.
Al final del sexenio 50% del total del presupuesto se destinó a educación, dando prioridad a la construcción de espacios educativos. También se construyeron los primeros 2 institutos tecnológicos superiores.
La infraestructura en salud se incrementó en más de 120% con 740 nuevas casas de salud, 90 unidades móviles y 75 centros de salud. La mortalidad infantil se redujo 19%, mortalidad por diarreas en 54.8%, mortalidad por desnutrición en 31.4% y una reducción de 80% en defunciones por picadura de alacrán.
Al terminar su periodo gubernamental en 2001 fue designado por el presidente Vicente Fox Quesada director general de la Comisión Nacional Forestal (CONAFOR) y en 2003 lo nombró titular de la Secretaría de Medio Ambiente y Recursos Naturales, donde permaneció hasta 2005.
Llamado por la prensa el "caballo negro", el 7 de julio de 2005 registró formalmente su precandidatura a la Presidencia de la República en el PAN, compitiendo por la nominación con los también exsecretarios Santiago Creel y Felipe Calderón Hinojosa; finalmente ganó este último. 
En 2006 fue elegido senador por Jalisco para el periodo 2006-2012. El 24 de noviembre de 2006, el presidente Felipe Calderón Hinojosa anunció su nombramiento como secretario de Agricultura, Ganadería, Desarrollo Rural, Pesca y Alimentación SAGARPA, cargo que ocupó desde el 1 de diciembre, en 2009 reasumió la senaduría por Jalisco, y fue sustituido en la secretaria por Francisco Mayorga Castañeda.
Fue regidor del Ayuntamiento de Guadalajara (2012-2015).